# ゆみりと愛奈のモグモグ・コミュニケーションズ
「ゆみりと愛奈のモグモグ・コミュニケーションズ」（ゆみりとあいなのモグモグコミュニケーションズ）は、2016年4月8日より毎週金曜日に音泉で配信されているインターネットラジオ番組。

## 概要
「声優×グルメ」をテーマにした音泉のオリジナルラジオ番組。
第105回（2018年4月27日配信）までは音声のみ（動画付きの特別回あり）だったが、番組公式Twitterのフォロワーが1万人に到達したため、第106回（2018年5月4日配信）から動画での配信に移行した。
2018年3月8日に発表された第4回アニラジアワードにて、「BEST CREATIVE RADIO 企画ラジオ賞（一般枠）」を受賞した。
2021年1月から、本番組と関連した新番組として『モグモグマスターズ』（通称『モグマス』）が開始される予定。

### 配信日
- 音泉
  - 毎週金曜日午後配信（2016年4月8日 - ）
    - 有料会員である音泉プレミアムサポーター[注 2]は、通常配信以外の「おまけコーナー」を聴取可能[5]。

### パーソナリティ
- 花守ゆみり（モグリ）
- 鈴木愛奈（モグナ）

### テーマソング
オープニングテーマ「Mogumogu communications!」
歌 - 花守ゆみり、鈴木愛奈
エンディングテーマ「美味しい時間」
歌 - 花守ゆみり、鈴木愛奈

## ゲスト

### ゲスト
- 第005回（2016年05月06日） - 日岡なつみ 【公開録音】
- 第010回（2016年06月10日） - 清水彩香、中村桜 （清桜～ラジオはじめました～）
- 第011回（2016年06月17日） - 松井恵理子
- 第012回（2016年06月24日） - 福原綾香
- 第015回（2016年07月15日） - 野村香菜子、駒形友梨、角元明日香（だれ？らじ）
- 第023回（2016年09月09日） - 小澤亜李 【公開録音】
- 第032回（2016年11月11日） - 今村彩夏
- 第036回（2016年12月16日） - 牛乳のみお
- 第038回（2016年12月23日） - 佐々木未来
- 第050回（2017年03月24日） - 田中美海
- 第061回（2017年06月09日） - 阿澄佳奈
- 第074回（2017年09月08日） - 安野希世乃 【公開録音】
- 第091回（2018年01月12日） - 田中美海
- 第094回（2018年02月09日） - 長久友紀 （長久友紀のやきゅとりは塩ですか？タレですか？）
- 第101回（2018年03月30日） - 亜咲花

### ピンチヒッター（臨時パーソナリティ）
- 第110回（2018年06月01日） - 高野麻里佳（花守不在回）
- 第111回（2018年06月08日） - 小澤亜李（鈴木不在回）
- 第114回（2018年06月29日） - 岡咲美保（鈴木不在回）
- 第115回（2018年07月06日） - 渕上舞、松井恵理子（花守、鈴木不在回）

## イベント・公開配信
ゆみりと愛奈のモグモグ・コミュニケーションズ 公開録音
- 開催日 - 2016年5月3日[6]
- 会場 - 徳島市 両国橋西公園特設ステージ（イベント『マチ★アソビ』内）
- ゲスト - 日岡なつみ
- 番組配信 - 第5回（2016年5月6日）

0
ゆみりと愛奈のモグモグ・コミュニケーションズ 公開録音 〜我々は小樽を食べつくすもぐ！〜
- 開催日 - 2016年8月28日[7]
- 会場 - 小樽市 サンモール一番街商店街 ニュー三幸 小樽本店（イベント『小樽アニメパーティー』内）
- 番組配信 - 第22回（2016年9月2日）

0
ゆみりと愛奈のモグモグ・コミュニケーションズ 公開録音 〜「花守ゆみり」お誕生日 約1カ月前記念という理由でこのタイミングでイベントを行うのは“亜李”ですか?〜
- 開催日 - 2016年9月3日[8]
- 会場 - 東京国際交流館
- ゲスト - 小澤亜李
- 『だれ?らじ』とのコラボパートで野村香菜子、駒形友梨、角元明日香がゲスト出演
- 番組配信 - 第23回（2016年9月9日）

0
＜音泉＞文化祭2016内開催「ゆみりと愛奈のモグモグ・コミュニケーションズ 公開録音」
- 開催日 - 2016年11月20日[9]
- 会場 - 3331 Arts Chiyoda
- ＜音泉＞文化祭内コラボカフェにて『モグコミ&だれ?らじ オリジナルカレー[10]』を出展
- ＜音泉＞文化祭内イベント「第1回＜音泉＞あざかわ選手権」に鈴木が出場
- 番組配信 - 第34回（2016年11月26日[注 3]）

0
ゆみりと愛奈のモグモグ・コミュニケーションズ テーマソングCD 発売記念イベント サイン会&お楽しみ抽選会
- 開催日 - 2017年1月15日
- 会場 - AKIHABARAゲーマーズ本店[11]（1回目）、とらのあな秋葉原店C（2回目）

0
＜音泉＞祭り 2017冬 内イベント ＜音泉＞「おにゃのこ」パーソナリティ祭り！リスナーの皆さんも一緒に盛り上がっちゃいましょう！
- 開催日 - 2017年2月18日[12]
- 会場 - よみうりランド
- 音泉で配信中のラジオ番組の女性パーソナリティによる合同イベント

0
ゆみりと愛奈のモグモグ・コミュニケーションズ in小樽2【公開録音】
- 開催日 - 2017年9月3日[13]
- 会場 - 小樽市 サンモール一番街商店街 ニュー三幸 小樽本店（イベント『小樽アニメパーティー』内）
- ゲスト - 安野希世乃
- 番組配信 - 第74回（2017年9月8日）

0
花守ゆみり 20歳になりました！記念「ゆみりと愛奈のモグモグ・コミュニケーションズ」 夜の歌舞伎町での公開録音！
- 開催日 - 2017年10月3日[14]
- 会場 - 新宿ロフトプラスワン
- 番組配信 - 第78回（2017年10月6日）

0
＜音泉＞祭り 2018冬 内イベント 開設１５年企画発表記念 ＜音泉＞ VS WUG ～音剣（おんけん）戦争～
- 開催日 - 2018年2月18日[15]
- 会場 - 幕張メッセ 国際展示場 10-11ホール
- 音泉チームとWUGの合同イベント

0
インターネットラジオステーション＜音泉＞27時間ニコ生放送
だれモグツアーズ in 大阪（7：30 - 8：00）
ゆみりと愛奈のモグモグ・コミュニケーションズ（13：00 - 14：00）
- 開催日 - 2018年7月15日
- 音泉15周年を記念したニコニコ生放送の枠番組[16]

## 関連商品

### CD・DVD
ゆみりと愛奈のモグモグ・コミュニケーションズ テーマソングCD「Mogumogu communications!/美味しい時間」＆DVD「ゆみりと愛奈のモグモグデート in 小樽」セット
- 2016年12月29日開催のC91にて販売。音泉通販サイトにおいても販売。

0
DVD「ゆみりと愛奈のモグモグ・コミュニケーションズ モグモグツアー in 北海道」
- DVDシリーズ第1弾（ゲスト：安野希世乃、藤田茜）
- 2017年12月28日～12月29日開催のアキバPOP祭にて販売。音泉通販サイトにおいても販売。

0
DJCD「ゆみりと愛奈のモグモグ・コミュニケーションズ」
- 2018年5月4日～5月6日開催のマチアソビ Vol.20にて先行販売。音泉通販サイトにおいても販売。

### グッズ
音T「モグコミ」Vol.1
- 番組オリジナルTシャツ（サイズ：S / M / L / XL）
- 2016年9月3日開催の公開録音の物販ブースにて販売。音泉通販サイトにおいても販売。

0
音P「モグコミパーカー」Vol.1
- 番組オリジナルパーカー（サイズ：M / L / XL）
- 2016年11月15日、音泉通販サイトにて販売。同年11月19日開催の音泉文化祭の会場においても販売。

0
ゆみりと愛奈のモグコミ「モグモグカップ」
- 番組オリジナルマグカップ
- 2017年2月18日開催の音泉イベントの物販ブースにて販売。音泉通販サイトにおいても販売。

0
「ゆみりと愛奈のモグモグコミュニケーションズ」クッションカバーセット
- 番組オリジナルクッションカバーとトークCDのグッズセット。
- 2017年8月11日開催のC92にて販売。音泉通販サイトにおいても販売。

0
音T「モグコミ」Vol.2
- 番組オリジナルTシャツ第2弾（サイズ：M / L / XL）
- 2017年10月3日開催の公開録音の物販ブースにて販売。音泉通販サイトにおいても販売。

0
「ゆみりと愛奈のモグモグ・コミュニケーションズ」アクリルキーホルダーセット
- パーソナリティの2人がSDキャラになったアクリルキーホルダーセット
- 音泉通販サイトにおいて販売。